# Монтереале-Вальчелліна
Монтереале-Вальчелліна (італ. Montereale Valcellina, вен. Montereałe Valcełina) — муніципалітет в Італії, у регіоні Фріулі-Венеція-Джулія,  провінція Порденоне.
Монтереале-Вальчелліна розташоване на відстані близько 480 км на північ від Рима, 110 км на північний захід від Трієста, 25 км на північ від Порденоне.
Населення — 4455 осіб (2014).

## Демографія
Населення за роками:

Станом на 1 січня 2023 року в муніципалітеті офіційно проживало 376 іноземців з 45 країн, серед них 178 громадян країн Євросоюзу та 9 громадян України.

## Сусідні муніципалітети
- Андреїс
- Ав'яно
- Барчис
- Маніаго
- Сан-Куїрино